# Südwestenergie
Die SWE Südwestenergie GmbH (Eigenschreibweise: Südwestenergie) ist ein mittelständisches Energiehandelsunternehmen mit Hauptsitz in Pforzheim. Unter der Dachmarke Südwestenergie vereinen sich zehn weitere Marken im Südwesten Baden-Württembergs. Die Südwestenergie ist auf den Vertrieb von Mineralölen, wie Kraft- und Brennstoffen sowie Schmierstoffen, AdBlue, Strom, Gas und Holzpellets an Privat- und Geschäftskunden spezialisiert.

## Geschichte
Die Gründung eines Esso-Tanklagers in Pforzheim im Jahre 1935 war der Grundstein des heutigen Unternehmens. Aus diesem ging in den weiteren Jahren die Firma Bauer + Orth sowie die Dachmarke SWE Südwestenergie GmbH hervor.
Am 1. Dezember 1950 übernahmen Karl Bauer und Robert Orth, die Namensgeber der Firma Bauer + Orth, das Esso Tanklager. Die Schwiegersöhne der Firmengründer Klaus Nowak und Jürgen Geiges führten das Unternehmen in zweiter Generation fort.
Ein Gesellschafter- und Geschäftsführerwechsel erfolgte am 1. Juli 1999. Die Firma Bauer + Orth wurde fortan von Thomas Nest geführt. Eine Expansion erfolgte im Jahr 2002. Er übernahm das Verbrauchergeschäft der ESSO Karlsruhe und Mannheim. Zudem kaufte er 2003 die Firma Maier am Tor auf, einen Mineralölhandel aus Schorndorf.
2007 wurde die Dachmarke SWE Südwestenergie GmbH gegründet. Im selben Jahr kamen durch die Übernahme des Mineralölhändlers Öl Ankele aus Reutlingen, die Niederlassungen in Reutlingen, Horb a.N. und Mössingen zur Firma hinzu.
Seit 2008 gehörten zur Dachmarke auch die Marken Konzelmann + Bitzer aus Albstadt sowie Müller Öl aus Essingen. Ebenfalls Mineralölhändler, die unter der Führung von Nest von der Südwestenergie übernommen wurden.
Im Jahre 2012 stieß die Firma Lehre Energie aus Haiterbach hinzu.
Im Jahr 2009 erfolgte ein weiterer Gesellschafter- und Geschäftsführerwechsel. Anstelle von Thomas Nest trat Henrik Schäfer in die Geschäftsführung ein. Dieser befand sich zum Zeitpunkt der Übernahme bereits sieben Jahre im Unternehmen.
Unter der Führung von Henrik Schäfer wurden die Geschäftstätigkeiten in der Region Reutlingen weiter ausgebaut, indem die Firma Mineralöl Lamp hinzugekauft wurde.

## Produkte
Das Produktportfolio der Südwestenergie wurde seit der Gründung erweitert. Neben den Kernprodukten Heizöl und Kraftstoffen bietet die Firma Strom, Gas, Holz, Pellets und Schmierstoffe in ihrem Sortiment an. Es werden auch Servicedienstleistungen im Bereich Energieversorgung angeboten.
Dir Firma verfügt über ein firmeneigenes, regionales Tankstellennetz mit rund zehn Selbstbedienungstankstellen und betreibt drei ARAL-Tankstellen sowie eine BFT-Tankstelle.
Zur Belieferung der Privat- und Geschäftskunden sowie der Tankstellen besitzt die Südwestenergie einen eigenen Fuhrpark.